# Grand Prix automobile du Japon 2009
GP précédent GP suivant
Le Grand Prix automobile du Japon 2009 (2009 Formula 1 Fuji Television Japanese Grand Prix), disputé sur le circuit de Suzuka le 4 octobre 2009, est la 818e course du championnat du monde de Formule 1 courue depuis 1950 et la quinzième manche du championnat 2009.

## Essais libres

### Vendredi matin

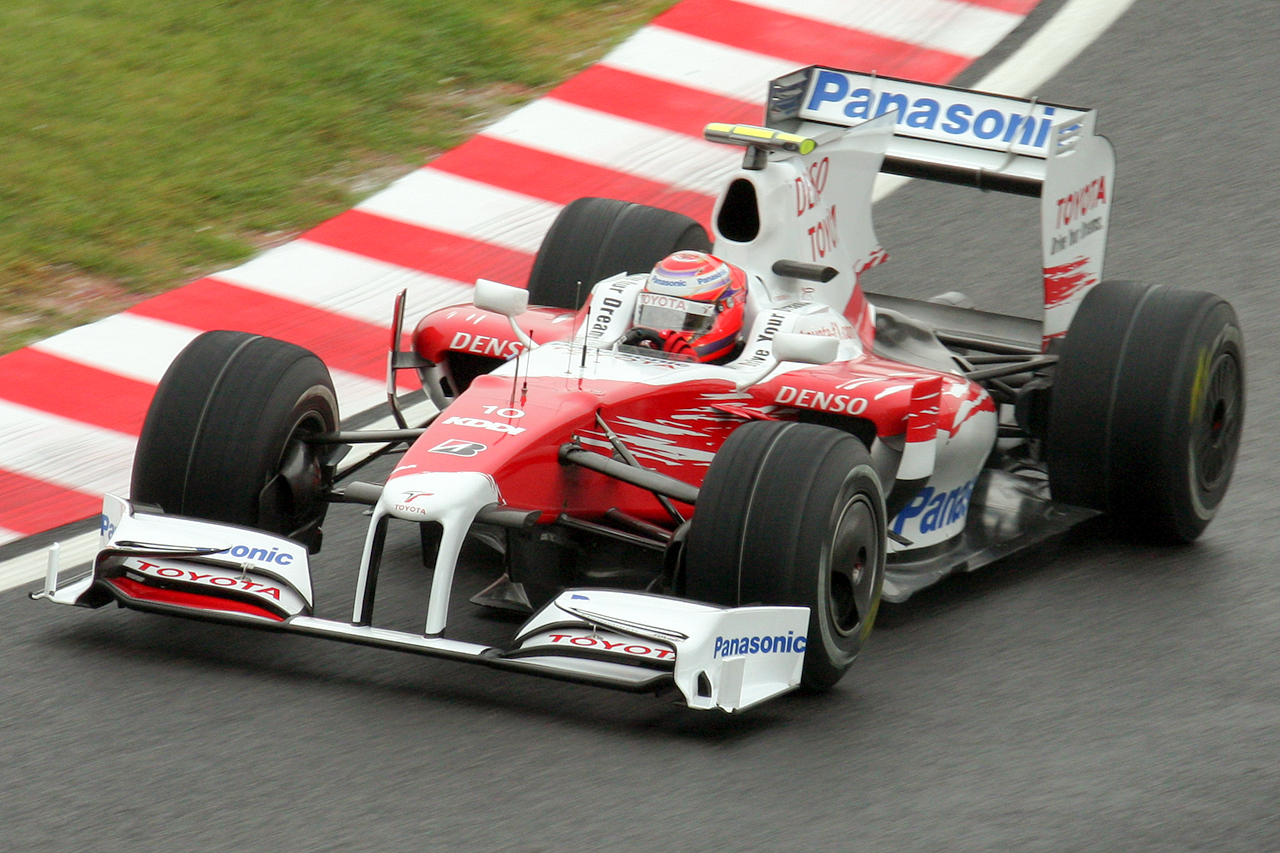
Le jeune pilote Kamui Kobayashi a remplacé Timo Glock, malade, lors des essais du vendredi

| Pos | Pilote               | Voiture              | Chrono         | Écart   |
| --- | -------------------- | -------------------- | -------------- | ------- |
| 1   | Heikki Kovalainen    | McLaren-Mercedes     | 1 min 40 s 356 |         |
| 2   | Kazuki Nakajima      | Williams-Toyota      | 1 min 40 s 648 | 0 s 292 |
| 3   | Adrian Sutil         | Force India-Mercedes | 1 min 40 s 806 | 0 s 450 |
| 4   | Giancarlo Fisichella | Ferrari              | 1 min 40 s 985 | 0 s 629 |
| 5   | Sébastien Buemi      | Toro Rosso-Ferrari   | 1 min 41 s 421 | 1 s 065 |
| 6   | Lewis Hamilton       | McLaren-Mercedes     | 1 min 41 s 443 | 1 s 087 |

### Vendredi après-midi

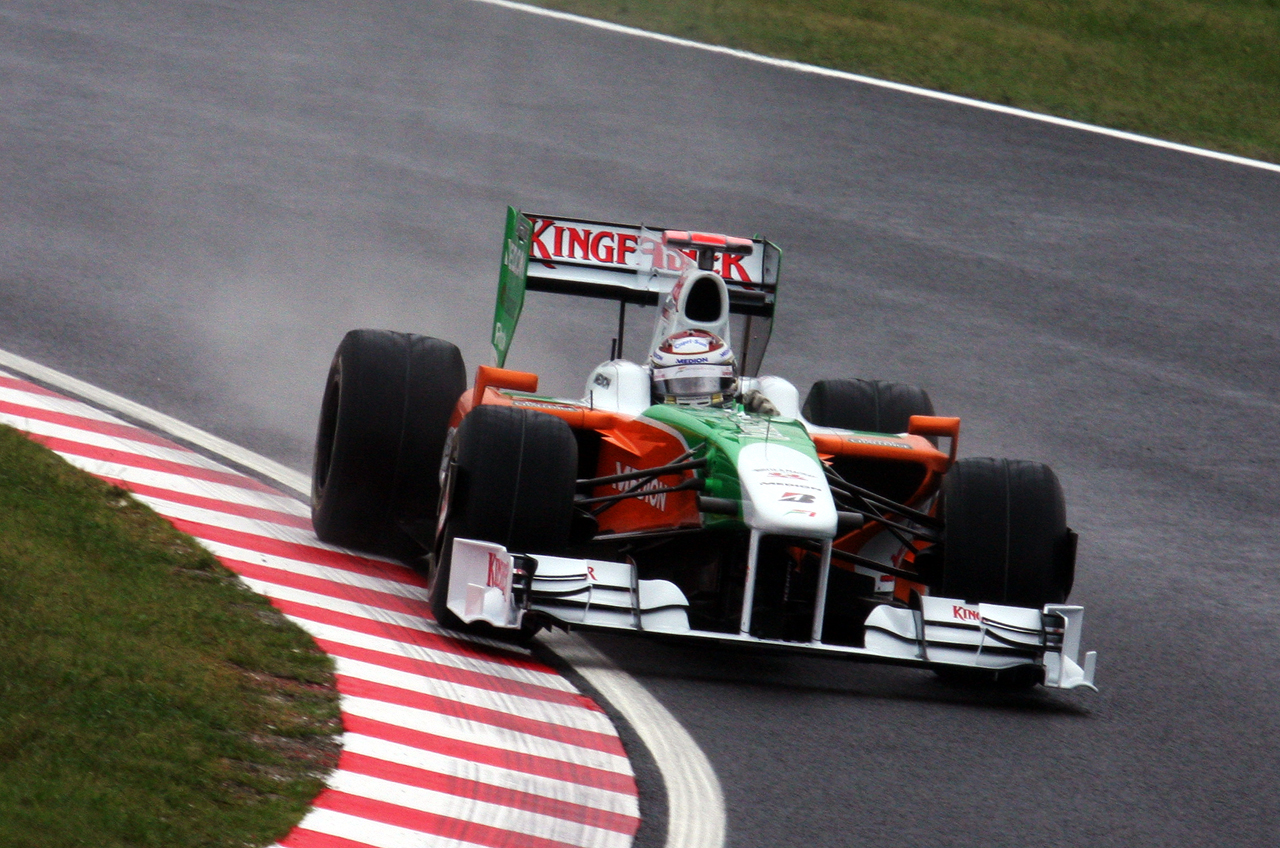
Adrian Sutil réalise le meilleur temps des essais libres du vendredi après-midi

| Pos | Pilote            | Voiture              | Chrono         | Écart   |
| --- | ----------------- | -------------------- | -------------- | ------- |
| 1   | Adrian Sutil      | Force India-Mercedes | 1 min 47 s 261 |         |
| 2   | Sebastian Vettel  | Red Bull-Renault     | 1 min 47 s 923 | 0 s 662 |
| 3   | Vitantonio Liuzzi | Force India-Mercedes | 1 min 47 s 931 | 0 s 670 |
| 4   | Lewis Hamilton    | McLaren-Mercedes     | 1 min 47 s 983 | 0 s 722 |
| 5   | Kazuki Nakajima   | Williams-Toyota      | 1 min 48 s 058 | 0 s 797 |
| 6   | Sébastien Buemi   | Toro Rosso-Ferrari   | 1 min 48 s 691 | 1 s 430 |

### Samedi matin

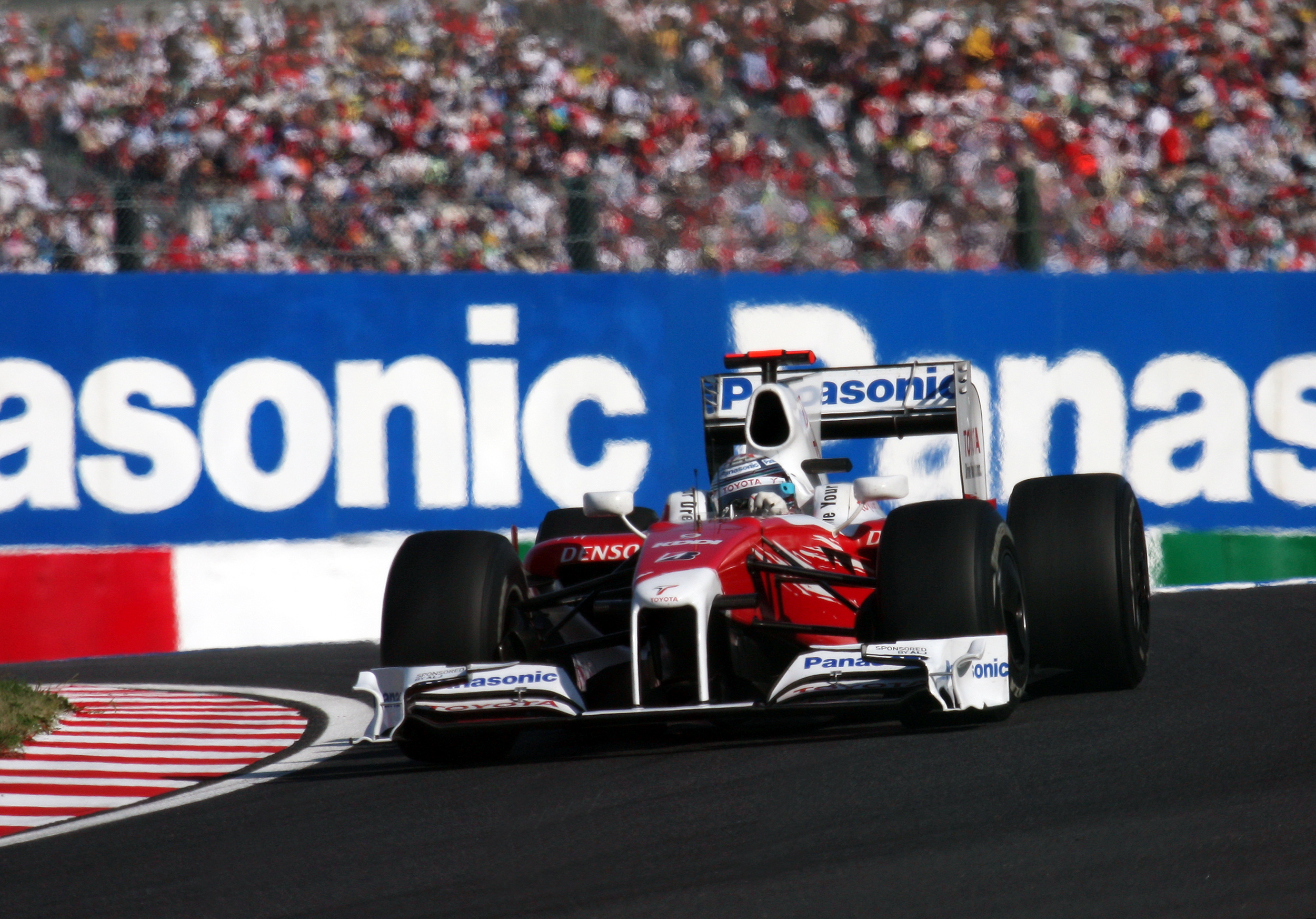
Jarno Trulli réalise le meilleur temps des essais libres du samedi matin

| Pos | Pilote             | Voiture            | Chrono         | Écart   |
| --- | ------------------ | ------------------ | -------------- | ------- |
| 1   | Jarno Trulli       | Toyota             | 1 min 31 s 709 |         |
| 2   | Sébastien Buemi    | Toro Rosso-Ferrari | 1 min 31 s 771 | 0 s 062 |
| 3   | Nico Rosberg       | Williams-Toyota    | 1 min 32 s 343 | 0 s 634 |
| 4   | Sebastian Vettel   | Red Bull-Renault   | 1 min 32 s 414 | 0 s 705 |
| 5   | Kimi Räikkönen     | Ferrari            | 1 min 32 s 445 | 0 s 736 |
| 6   | Rubens Barrichello | Brawn-Mercedes     | 1 min 32 s 467 | 0 s 758 |

## Grille de départ
| Pos | Pilote                   | Écurie               | Qualifications 1 | Qualifications 2 | Qualifications 3 | Poids des monoplaces |
| --- | ------------------------ | -------------------- | ---------------- | ---------------- | ---------------- | -------------------- |
| 1   | Sebastian Vettel         | Red Bull-Renault     | 1 min 30 s 883   | 1 min 30 s 341   | 1 min 32 s 160   | 658,5 kg             |
| 2   | Jarno Trulli             | Toyota               | 1 min 31 s 063   | 1 min 30 s 737   | 1 min 32 s 220   | 655,5 kg             |
| 3   | Lewis HamiltonSREC       | McLaren-Mercedes     | 1 min 30 s 917   | 1 min 30 s 627   | 1 min 32 s 395   | 656,0 kg             |
| 4   | Adrian Sutil             | Force India-Mercedes | 1 min 31 s 386   | 1 min 31 s 222   | 1 min 32 s 466   | 650,0 kg             |
| 5   | Rubens Barrichello       | Brawn-Mercedes       | 1 min 31 s 288   | 1 min 31 s 052   | 1 min 32 s 980   | 660,5 kg             |
| 6   | Nick Heidfeld            | BMW Sauber           | 1 min 31 s 501   | 1 min 31 s 055   | 1 min 32 s 660   | 660,5 kg             |
| 7   | Jenson Button            | Brawn-Mercedes       | 1 min 31 s 041   | 1 min 30 s 880   | 1 min 32 s 962   | 658,5 kg             |
| 8   | Kimi RäikkönenSREC       | Ferrari              | 1 min 31 s 228   | 1 min 31 s 052   | 1 min 32 s 980   | 661,0 kg             |
| 9   | Heikki KovalainenSREC    | McLaren-Mercedes     | 1 min 31 s 499   | 1 min 31 s 223   | Pas de temps     | 675,0 kg             |
| 10  | Sebastien Buemi          | Toro Rosso-Ferrari   | 1 min 31 s 196   | 1 min 31 s 103   | Pas de temps     | 665,4 kg             |
| 11  | Nico Rosberg             | Williams-Toyota      | 1 min 31 s 286   | 1 min 31 s 482   |                  | 684,5 kg             |
| 12  | Fernando Alonso          | Renault              | 1 min 31 s 401   | 1 min 31 s 638   |                  | 689,5 kg             |
| 13  | Robert Kubica            | BMW Sauber           | 1 min 31 s 417   | 1 min 32 s 341   |                  | 686,0 kg             |
| 14  | Timo Glock               | Toyota               | 1 min 31 s 550   | Pas de temps     |                  | Inconnu              |
| 15  | Jaime Alguersuari        | Toro Rosso-Ferrari   | 1 min 31 s 571   | Pas de temps     |                  | 682,5 kg             |
| 16  | Giancarlo FisichellaSREC | Ferrari              | 1 min 31 s 704   |                  |                  | 661,5 kg             |
| 17  | Kazuki Nakajima          | Williams-Toyota      | 1 min 31 s 718   |                  |                  | 695,7 kg             |
| 18  | Romain Grosjean          | Renault              | 1 min 32 s 073   |                  |                  | 691,8 kg             |
| 19  | Vitantonio Liuzzi        | Force India-Mercedes | 1 min 32 s 087   |                  |                  | 682,5 kg             |
| Np. | Mark Webber              | Red Bull-Renault     |                  |                  |                  | Inconnu              |

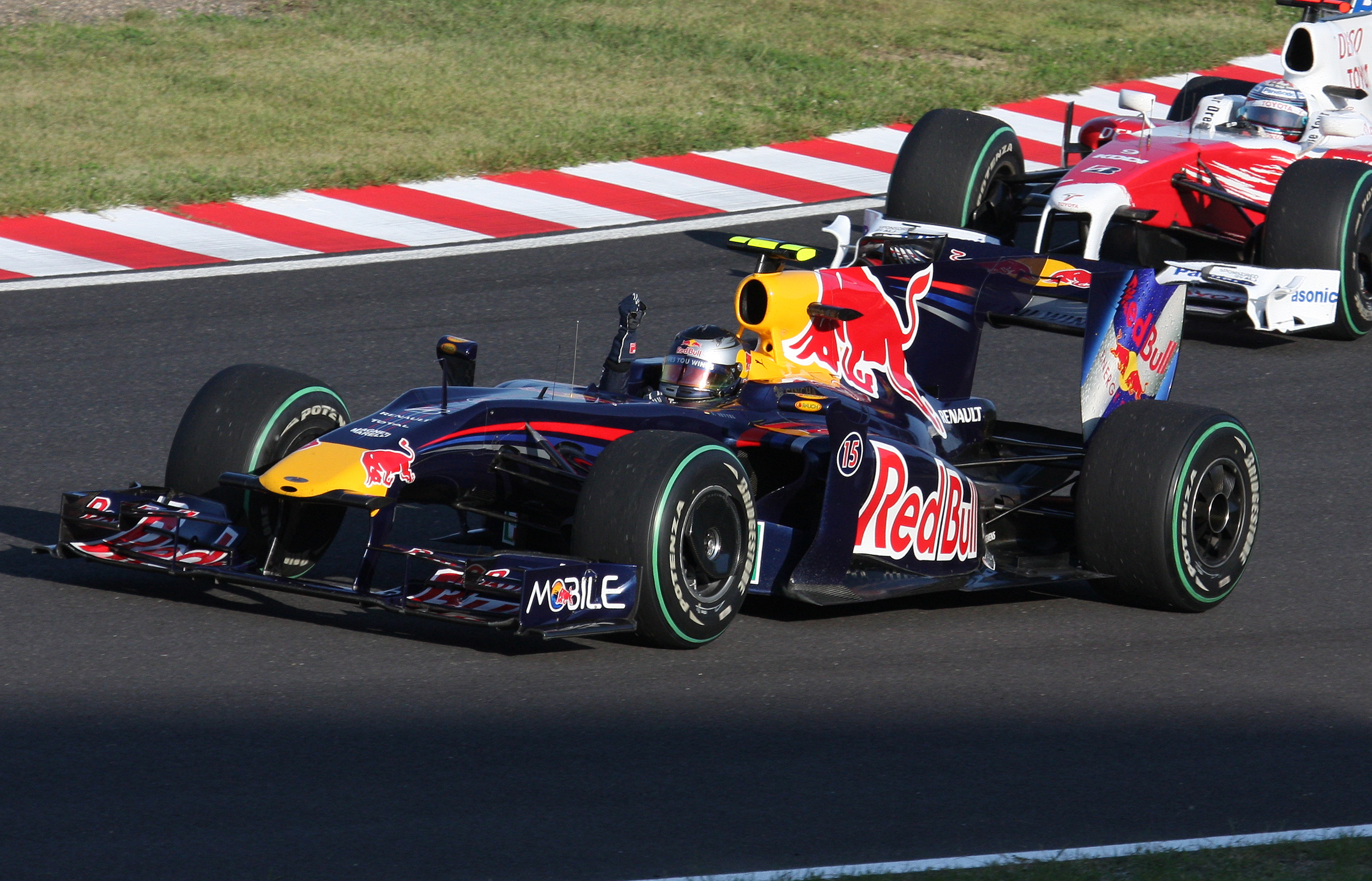
Parti de la pole position, Sebastian Vettel mène tout le Grand Prix pour décrocher la quatrième victoire de sa carrière

- Les pilotes prenant part aux essais avec le SREC sont signalés par la mention SREC.
- Les pénalités données par la FIA sont infligées chronologiquement : le premier pilote sanctionné perd cinq places et une nouvelle grille est établie. Le second pilote sanctionné perd aussi cinq places, une nouvelle grille est calculée et ainsi de suite.

- Mark Webber est sorti de la piste lors de la troisième séance d'essais libres. Cette sortie de piste a gravement endommagé le fond plat de sa monoplace, ce qui l'a empêché de participer aux qualifications et conduit son écurie à changer son châssis : il s'élancera depuis la depuis la voie des stands[2].
- Adrian Sutil (4e temps des qualifications), Fernando Alonso (12e temps des qualifications), Rubens Barrichello (5e temps des qualifications) et Jenson Button (7e temps des qualifications) sont pénalisés d'un recul de cinq places chacun pour n'avoir pas ralenti suffisamment sous drapeau jaune lors de l'accident de Buemi lors de la Q3. À la suite des nombreuses pénalités, Sutil s'élance de la 8e place, Barrichello de la 6e place, Button de la 10e place et Alonso de la 16e place[2].
- Sébastien Buemi, auteur du dixième temps des qualifications est sanctionné d'un recul de cinq places sur la grille de départ pour avoir gêner les autres voitures. À la suite des nombreuses pénalités, il s'élance de la treizième place[2].
- Vitantonio Liuzzi, auteur du dix-neuvième temps des qualifications, est pénalisé d'un recul de cinq places après un changement de boîte de vitesses mais cette sanction ne change pas sa position sur la grille puisque Mark Webber s'élance des stands[2].
- Heikki Kovalainen, auteur du neuvième temps des qualifications, est pénalisé d'un recul de cinq places après un changement de boîte de vitesses. À la suite des nombreuses pénalités, il s'élance de la onzième place de la grille[2].
- Timo Glock, victime d'un accident lors de la Q2, doit déclarer forfait en raison d'une blessure la jambe. Toyota dépose une demande de remplacement dérogatoire auprès de la FIA pour le remplacer par leur troisième pilote Kamui Kobayashi. L'institution rejette la demande car le Japonais n'a pas piloté lors des essais libres le samedi, condition obligatoire pour qu'une telle demande soit accepté (il n'a pris le volant que le vendredi en raison de la maladie de Glock). Par conséquent il n'y aura que dix-neuf pilotes sur la grille de départ[3].

- Parmi les non-sanctionnés, Nico Rosberg, Jaime Alguersuari et Robert Kubica gagnent quatre places, Kimi Räikkönen gagne trois places et part cinquième et Nick Heidfeld gagne deux positions.

## Course

### Déroulement de l'épreuve
Dix-neuf pilotes seulement sont au départ sous un ciel bleu et des températures de 26° dans l’air et 40° sur la piste. En effet, Timo Glock, en raison de sa brutale sortie de piste en qualification, a déclaré forfait. Mark Webber, accidenté durant les essais libres prend quant à lui le départ depuis la voie des stands. Après de longues tergiversations dues aux nombreux incidents en qualification, la grille de départ n’a rien à voir avec le résultat des qualifications. Sebastian Vettel conserve néanmoins sa pole position devant Jarno Trulli, Lewis Hamilton et Nick Heidfeld. 
A l’extinction des feux, Vettel conserve l’avantage devant Hamilton, Trulli, Heidfeld, Kimi Räikkönen, Rubens Barrichello, Nico Rosberg, Heikki Kovalainen, Adrian Sutil et Robert Kubica. Alors que Sébastien Buemi rate son envol et se retrouve dernier à la fin du premier tour, Jenson Button, seulement onzième sur la grille se débarrasse de Kubica au freinage de la chicane. 
Après cinq tours, Vettel mène devant Hamilton à 2 s, Trulli à 4 s, Heidfeld à 6 s, Räikkönen à 9 s, Barrichello à 10 s, Rosberg à 12 s, Kovalainen à 16 s, Sutil et Button à 17 s. Ces positions restent inchangées au dixième tour, mais Vettel domine maintenant Hamilton de 4 secondes et Trulli de 6 s. Dans le peloton, Sutil accentue sa pression sur Kovalainen pour le gain de la huitième place. 
Après onze tours, Buemi est le premier à renoncer, en proie à des problèmes mécaniques avec sa Toro Rosso endommagée en qualifications. A l’entame du quatorzième tour, Sutil prend enfin le meilleur sur Kovalainen au freinage de la chicane, mais le Finlandais tape la Force India qui part en glissade : Kovalainen continue sa route alors que Sutil perd trois places.
Lewis Hamilton regagne les stands au quinzième tour pour ravitailler et mettre des pneus durs à la place des tendres. Trulli l’imite un tour plus tard, Vettel stoppant au début du dix-huitième tour. Malgré un long arrêt de plus de 12 secondes, il ressort en tête, juste devant Rosberg qui ne s’est pas encore arrêté. Hamilton se retrouve troisième, devant Trulli, Heidfeld, Kovalainen, Kubica, Räikkönen, Barrichello et Jaime Alguersuari. 
A vingt tours du but, avant la deuxième vague d’arrêts, Vettel devance Hamilton de 6 s, Trulli de 10 s, Heidfeld de 18 s, Räikkönen de 20 s, Barrichello de 36 s, Rosberg de 40 s, Button de 41 s, Kubica 42 s et Kovalainen de 48 s. Räikkönen ravit alors la quatrième place à Heidfeld à l’issue des derniers ravitaillements et Trulli dépasse Hamilton pour le gain de la deuxième place. A huit tours de l’arrivée, Alguersuari se crashe violemment à la sortie du 130R et provoque la sortie de la voiture de sécurité. 
La course est relancée à quatre tours du drapeau à damier, mais les positions n’évoluent pas. Vettel remporte son troisième succès de la saison et Trulli et Hamilton l’accompagnent sur le podium. Räikkönen devance Rosberg et Heidfeld tandis que Barrichello et Button inscrivent les derniers points en jeu.

### Classement de la course
| Pos  | Pilote                   | Écurie               | Tours | Temps/Abandon                      | Grille | Points |
| ---- | ------------------------ | -------------------- | ----- | ---------------------------------- | ------ | ------ |
| 1    | Sebastian Vettel         | Red Bull-Renault     | 53    | 1 h 28 min 20 s 443 (208,900 km/h) | 1      | 10     |
| 2    | Jarno Trulli             | Toyota               | 53    | + 4 s 877                          | 2      | 8      |
| 3    | Lewis HamiltonSREC       | McLaren-Mercedes     | 53    | + 6 s 472                          | 3      | 6      |
| 4    | Kimi RäikkönenSREC       | Ferrari              | 53    | + 7 s 940                          | 5      | 5      |
| 5    | Nico Rosberg             | Williams-Toyota      | 53    | + 8 s 793                          | 7      | 4      |
| 6    | Nick Heidfeld            | BMW Sauber           | 53    | + 9 s 509                          | 4      | 3      |
| 7    | Rubens Barrichello       | Brawn-Mercedes       | 53    | + 10 s 641                         | 6      | 2      |
| 8    | Jenson Button            | Brawn-Mercedes       | 53    | + 11 s 474                         | 10     | 1      |
| 9    | Robert Kubica            | BMW Sauber           | 53    | + 11 s 777                         | 9      |        |
| 10   | Fernando Alonso          | Renault              | 53    | + 13 s 065                         | 16     |        |
| 11   | Heikki KovalainenSREC    | McLaren-Mercedes     | 53    | + 13 s 735                         | 11     |        |
| 12   | Giancarlo FisichellaSREC | Ferrari              | 53    | + 14 s 596                         | 14     |        |
| 13   | Adrian Sutil             | Force India-Mercedes | 53    | + 14 s 959                         | 8      |        |
| 14   | Vitantonio Liuzzi        | Force India-Mercedes | 53    | + 15 s 734                         | 18     |        |
| 15   | Kazuki Nakajima          | Williams-Toyota      | 53    | + 18 s 973                         | 15     |        |
| 16   | Romain Grosjean          | Renault              | 52    | + 1 tour                           | 17     |        |
| 17   | Mark Webber              | Red Bull-Renault     | 51    | + 2 tours                          | 19     |        |
| Abd  | Jaime Alguersuari        | Toro Rosso-Ferrari   | 43    | Accident                           | 12     |        |
| Abd  | Sébastien Buemi          | Toro Rosso-Ferrari   | 11    | Embrayage                          | 13     |        |
| n.p. | Timo Glock               | Toyota               |       | Blessé en essais qualificatifs     |        |        |

- Les pilotes prenant part à la course avec le SREC sont signalés par la mention SREC.

### Pole position et record du tour
- Pole position :  Sebastian Vettel (Red Bull-Renault) en 1 min 32 s 160 (226,836 km/h). Le meilleur temps des qualifications a également été réalisé par Vettel, lors de la Q2, en 1 min 30 s 341.
- Meilleur tour en course :  Mark Webber (Red Bull-Renault) en 1 min 32 s 569 (225,834 km/h) au cinquantième tour.

### Tours en tête
- Sebastian Vettel (Red Bull-Renault) : 53 tours (1-53)

## Classements généraux à l'issue de la course
| Pos | Pilote               | Écurie                       | Points |
| --- | -------------------- | ---------------------------- | ------ |
| 1   | Jenson Button        | Brawn-Mercedes               | 85     |
| 2   | Rubens Barrichello   | Brawn-Mercedes               | 71     |
| 3   | Sebastian Vettel     | Red Bull-Renault             | 69     |
| 4   | Mark Webber          | Red Bull-Renault             | 51,5   |
| 5   | Kimi Räikkönen       | Ferrari                      | 45     |
| 6   | Lewis Hamilton       | McLaren-Mercedes             | 43     |
| 7   | Nico Rosberg         | Williams-Toyota              | 34,5   |
| 8   | Jarno Trulli         | Toyota                       | 30,5   |
| 9   | Fernando Alonso      | Renault                      | 26     |
| 10  | Timo Glock           | Toyota                       | 24     |
| 11  | Felipe Massa         | Ferrari                      | 22     |
| 12  | Heikki Kovalainen    | McLaren-Mercedes             | 22     |
| 13  | Nick Heidfeld        | BMW Sauber                   | 15     |
| 14  | Robert Kubica        | BMW Sauber                   | 9      |
| 15  | Giancarlo Fisichella | Force India-Mercedes Ferrari | 8      |
| 16  | Adrian Sutil         | Force India-Mercedes         | 5      |
| 17  | Sébastien Buemi      | Toro Rosso-Ferrari           | 3      |
| 18  | Sébastien Bourdais   | Toro Rosso-Ferrari           | 2      |

| Pos | Écurie               | Points |
| --- | -------------------- | ------ |
| 1   | Brawn-Mercedes       | 156    |
| 2   | Red Bull-Renault     | 120,5  |
| 3   | Ferrari              | 67     |
| 4   | McLaren-Mercedes     | 65     |
| 5   | Toyota               | 54,5   |
| 6   | Williams-Toyota      | 34,5   |
| 7   | Renault              | 26     |
| 8   | BMW Sauber           | 24     |
| 9   | Force India-Mercedes | 13     |
| 10  | Toro Rosso-Ferrari   | 5      |

## Statistiques
- 5e pole position de sa carrière pour Sebastian Vettel.
- 4e victoire de sa carrière pour Sebastian Vettel.
- 4e victoire pour Red Bull Racing en tant que constructeur.
- 119e victoire pour Renault en tant que motoriste.
- Rubens Barrichello passe la barre des 600 points inscrits en championnat du monde (601 points).
- 1er Grand Prix mené de bout en bout pour Sebastian Vettel.
- L'écurie Red Bull Racing passe la barre des 1000 km en tête de course (1198 km).
- À la suite des nombreux incidents lors des qualifications, la FIA a fourni une grille de départ provisoire officielle seulement quatre heures avant le départ, puis une grille définitive une heure seulement avant le départ du Grand Prix.
- Timo Glock, malade le vendredi puis blessé lors des qualifications le samedi, n'a pas pris le départ de la course. Il n'a pas pu être remplacé par Kamui Kobayashi, troisième pilote de l'écurie Toyota, car celui-ci n'a pas tourné lors de la seconde journée d'essais (il n'a pris le volant que le vendredi), condition indispensable pour pouvoir déposer une demande de remplacement dérogatoire auprès de la FIA. Seule la monoplace de Jarno Trulli représentait Toyota pour le Grand Prix national de l'équipe.